# Christopher Whitehead
Christopher John Whitehead (ur. 24 sierpnia 1969 w Gloucester) – brytyjski duchowny katolicki, biskup diecezjalny Plymouth, zrezygnował z przyjęcia sakry biskupiej.

## Życiorys
Święcenia kapłańskie otrzymał 1 lipca 1994 i został inkardynowany do diecezji Clifton. Pracował przede wszystkim jako duszpasterz parafialny. W latach 2015–2018 kierował kurialnym wydziałem ds. edukacji dorosłych i ewangelizacji.
15 grudnia 2023 papież Franciszek mianował go ordynariuszem diecezji Plymouth. 
W związku z dochodzeniem kanonicznym zrezygnował z przyjęcia sakry biskupiej zaplanowanej na 22 lutego 2024.